# (599) Luisa
(599) Luisa es un asteroide perteneciente al cinturón de asteroides descubierto por Joel Hastings Metcalf desde el observatorio de Taunton, Estados Unidos, el 25 de abril de 1906.
Observaciones polarimétricas del asteroide (599) Luisa realizadas con polarímetros fotoeléctricos del mismo tipo de apertura del reflector de 2,6 m del Observatorio Astrofísico de Crimea y el telescopio Zeiss 2000 del Observatorio Terskol Peak en noviembre de 2018 y febrero de 2019 y otros datos disponibles en la literatura, se obtienen los parámetros de la dependencia de fase compuesta del grado de polarización: P min = -1,68%, α min = 14,7°, α inv = 29,2°, lo que indica que el asteroide pertenece a la clase de "bárbaros". Se ha demostrado que el valor absoluto del grado de polarización negativa del asteroide en el rango de las bandas fotométricas BVRI aumenta con la longitud de onda, lo que contradice los datos de Bagnulo et al. (2015), pero es consistente con el comportamiento de polarización espectral de otros asteroides de silicato de tipo S, K y L, incluidos los conocidos bárbaros. Se discuten las posibles causas de las diferencias en el comportamiento espectral del grado de polarización de este asteroide. Las propiedades del asteroide (599) Luisa son únicas porque combina las propiedades espectrales de los asteroides de silicato de tipo L y las propiedades de polarización (P min y pendiente h) de los asteroides C y Ch de bajo albedo.

## Designación y nombre
Luisa recibió al principio la designación de 1906 UJ.
Se desconoce la razón del nombre.

## Características orbitales
Luisa está situado a una distancia media de 2,775 ua del Sol, pudiendo alejarse hasta 3,585 ua. Su excentricidad es 0,2921 y la inclinación orbital 16,65°. Emplea en completar una órbita alrededor del Sol 1688 días.